# Aleksandra Ivanova
Aleksandra Andreïevna Ivanova (en russe : Александра Андреевна Иванова) est une ancienne joueuse de volley-ball russe née le 19 novembre 1985. Elle mesure 1,77 m et jouait au poste de libero. 

## Clubs
| Club                   | De        | À         |
| ---------------------- | --------- | --------- |
| Anapa                  | 2001-2002 | 2001-2002 |
| Dinamo Krasnodar       | 2003-2004 | 2005-2006 |
| Universitet Belgorod   | 2006-2007 | 2009-2010 |
| Severstal Tcherepovets | 2010-2011 | 2013-2014 |
| VK Severianka          | 2014-2015 | 2015-2016 |

## Palmarès
- Coupe de Russie
  - Vainqueur : 2008.